# Regionen Neuseelands
Elf Regionen Neuseelands und sechs Unitary Authorities bilden zusammen die oberste Ebene der subnationalen Verwaltungseinheiten Neuseelands.

## Regional councils
Die Regionen werden von Regional Councils (Regionalräte) verwaltet. In den Regionen Gisborne, Marlborough und Tasman übernimmt der jeweilige District Council (Distriktsrat) die Aufgaben des Regional Council, in der Region Nelson der City Council (Stadtrat), in Auckland seit dem 1. November 2010 der Auckland Council. Diese fünf Räte werden auch als Unitary Authorities (deutsch Einheitsbehörden) bezeichnet.

## Gebiete außerhalb der Regionen
Die Außengebiete Neuseelands unterliegen nicht der Einteilung in Regionen. Auf den Chathaminseln existiert mit dem Chatham Island Council eine Institution mit Kompetenzen vergleichbar den Unitary Authorities. Das Chatham Island Territory wird daher auch als 17. Region geführt. Die Kermadec Islands, Antipoden Islands, Auckland Islands, Bounty Island, Campbell Island und Snare Islands sind unbewohnt, für die Mitarbeiter des Department of Conservation, die sich dort aufhalten, übernimmt der Minister die Funktionen des Council. Auch die Three Kings Islands sind unbewohnt.
Tokelau ist nicht Teil des Staatsgebiets von Neuseeland, sondern dessen Kolonie. Niue und die Cookinseln sind autonome Staaten in freier Assoziierung mit Neuseeland. Neuseeland erhebt außerdem Ansprüche am Ross-Nebengebiet, die aber aufgrund des Antarktisvertrages ruhen.

## Übersicht über die Regionen
| Region            | Verwaltung                      | Verwaltungssitz  | Fläche in km² | Einwohner | Dichte Ew./km² |
| ----------------- | ------------------------------- | ---------------- | ------------- | --------- | -------------- |
| Northland         | Northland Regional Council      | Whangārei        | 12.498        | 151.689   | 12,1           |
| Auckland          | Auckland Council UA             | Auckland         | 4.938         | 1.415.550 | 286,7          |
| Waikato           | Waikato Regional Council        | Hamilton         | 23.902        | 403.638   | 16,9           |
| Bay of Plenty     | Bay of Plenty Regional Council  | Whakatāne        | 12.071        | 267.741   | 22,2           |
| Taranaki          | Taranaki Regional Council       | Stratford        | 7.254         | 109.608   | 15,1           |
| Gisborne          | Gisborne District Council UA    | Gisborne         | 8386          | 43.653    | 5,2            |
| Hawke’s Bay       | Hawke’s Bay Regional Council    | Napier           | 14.164        | 151.179   | 10,7           |
| Manawatu-Wanganui | Horizons Regional Council       | Palmerston North | 22.220        | 222.669   | 10,0           |
| Wellington        | Wellington Regional Council     | Wellington       | 8.049         | 471.315   | 58,6           |
| Tasman            | Tasman District Council UA      | Richmond         | 9.616         | 47.154    | 4,9            |
| Nelson            | Nelson City Council UA          | Nelson           | 424           | 46.437    | 109,5          |
| Marlborough       | Marlborough District Council UA | Blenheim         | 10.458        | 43.416    | 4,2            |
| West Coast        | West Coast Regional Council     | Greymouth        | 23.244        | 32.148    | 1,4            |
| Canterbury        | Environment Canterbury          | Christchurch     | 44.508        | 539.433   | 12,1           |
| Otago             | Otago Regional Council          | Dunedin          | 31.209        | 202.470   | 6,5            |
| Southland         | Southland Regional Council      | Invercargill     | 31.195        | 93.339    | 3,0            |
| Chatham Islands   | Chatham Islands Council UA      | Waitangi         | 794           | 600       | 0,8            |
| Neuseeland        |                                 | Wellington       | 264.903       | 4.242.039 | 16,0           |

Quelle: Department of Internal Affairs (Landflächen ohne Gewässer Stand 2014, Einwohner Stand Volkszählung aus dem Jahr 2013)